# Mudung
Mudung is een bestuurslaag in het regentschap Bojonegoro van de provincie Oost-Java, Indonesië. Mudung telt 1561 inwoners (volkstelling 2010).